# Ганусівка (село)
Ганусі́вка (в минулому — Ганнусівка, Ганнусів) — село в Україні, у Новопсковській селищній громаді Старобільського району Луганської області. Населення за переписом 2001 року становило близько 471 осіб.
Ганусівка – село,яке розташоване у північно-східній частині Новопсковської селищної громади.Офіційно про Ганусівку вперше згадується у документах перепису населення,проведеного в 1736 році.                
Назва села Ганусівка походить від трави «ганусу»,яку місцеві жителі додавали у тісто,коли випікали хліб.Цей вид трави був дуже поширений на території Ганусівки.                
Є й інша версія щодо походження назви,за якою село Ганусівка засноване на початку XVIII століття переселенцем зі слободи Новобіла – Василем Тимофійовичем на прізвище Ганус(звідси і назва села).
Спочатку с.Ганусівка належало до Слобідсько-Української губернії,а з 1823 року Ганусівку приєднали до Пантюхинської волості Старобільського повіту Харківської губернії.За даними перепису 1864 року на казенному хуторі Ганусівка мешкало 420 осіб(218 чоловічої статі та 202 жіночої),налічувалось 69 дворових господарств,існувала православна церква.
У 80-х роках XVIII ст. населення села значно збільшилося і розширилися його межі.
У с.Ганусівка немає річки,а лише один ставок.Ганусівка розташована за 38 кілометрів від смт.Новопсков.Найближча залізнична станція – м.Старобільськ за 74 кілометри.Площа населеного пункту – 352 га.

## Історія
За даними на 1864 рік на казенному хуторі Ганнусів Пантюхівської волості Старобільського повіту Харківської губернії мешкало 420 осіб (218 чоловічої статі та 202 — жіночої), налічувалось 69 дворових господарств, існувала православна церква.
Станом на 1885 рік у колишньому державному селі Пантюхівської волості мешкало 607 осіб, налічувалось 78 дворових господарств, існувала православна церква.
За переписом 1897 року кількість мешканців зросла до 834 осіб (415 чоловічої статі та 419 — жіночої), з яких всі — православної віри.
Село постраждало внаслідок геноциду українського народу, вчиненого урядом СССР у 1932—1933 роках, кількість встановлених жертв — 9 людей.
На території сільської ради встановлено пам'ятний знак Сіврюку Івану Полікарповичу, який під час Німецько-радянської війни брав участь у боях за оборону Керчі, Феодосії, Сімферополя, Севастополя, Кавказу, Сталінграда. Був учасником визволення Білорусі, Польщі, а також захоплення Берліна. Він був нагороджений орденом Червоної Зірки, медалями «За відвагу», «За оборону Севастополя», «За оборону Сталінграда», а 29 червня 1945 року йому було присвоєно звання Героя Радянського союзу.

## Господарство
Територія нинішнього села Ганусівка була вільна від панщини,селяни працювали лише на своїх власних ділянках,займаючись землеробством та скотарством. У 1925 році в с.Ганусівка було створено перший ТСОЗ,а з 1929 року в селі були створені два колгоспи:імені Куйбишева та імені Будьоного.Останній був очолений Рикалом Олексієм Сидоровичем.Наприкінці 30-х років ці колгоспи об'єднались. Напередодні Великої Вітчизняної війни колгосп очолив Поволоцький Павло Іванович.Основний тягар праці ліг на плечі жінок,літніх людей та підлітків,бо майже всі чоловіки пішли на фронт. У післявоєнні роки населення села Ганусівка продовжувало виконувати тяжку роботу.Трактористами працювали навіть жінки. Основний напрям сільськогосподарського виробництва у Ганусівці зараз,як і раніше – вирощування зернових,технічних культур.На полях виробництва ПП СВФ «Агро» відділення «Ганусівське» запроваджено новітні технології,закуплені та працюють нові енегронасичені комплекси та машини. 
До складу Ганусівської сільської ради входять села Солоне та Пантюхине.
Солоне – село,яке розташоване за 6 кілометрів від села Ганусівка.Площа населеного пункту– 64 га.Населення станом на ХХ ст. становило близько 21 особи,але зараз на території цього села ніхто не проживає.
Пантюхине – село,яке розташоване за 8 кілометрів від села Ганусівка.Площа населеного пункту – 302 га.Населення станом на початок XXI століття – 82 особи.

## Освіта, культура, медицина, спорт, релігія
На території села розташовані й працюють сільський будинок культури на 300 місць(директор М.І.Сиров) та двоповерхова Ганусівська загальноосвітня школа I-II ступенів (директор О.С.Ганус).
Завдяки фінансовій допомозі депутатів районної ради V скликання і особисто голови районної ради Чернявського Станіслава Степановича та зусиллями трудового колективу Ганусівської ЗОШ I-II ст. у приміщенні школи відновлено систему опалення,збудовано міні-котельню,для школярів відновлено їдальню,оновлено каналізацію.
Спільними зусиллями попереднього сільського голови В.І.Плиса,депутатів місцевої ради,приватного підприємства сільськогосподарської виробничої фірми «Агро» відділення «Ганусівське» на чолі з В.Ф.Білокобильським було газифіковано приміщення сільського будинку культури,сільської ради та бібліотеки.
Ганусівська сільська рада діяла до листопада 2020 року та складалась із 12 депутатів. Із листопада 2010 року і до листопада 2020 року сільську раду очолював Липівський Анатолій Володимирович. З листопада 2020 року територія Ганусівської сільської ради входить до складу Новопсковської об'єднаної територіальної громади під головуванням Гаєва Вадима Вікторовича. 

## Видатні діячі
Село Ганусівка славиться своїми знатними пасічниками– це родина Миршевого Володимира Семеновича,який за свою працю одержав високі державні нагороди:золоту медаль «Виставки Досягнень Народного Господарства СРСР»(1983 року),орден «Знак пошани»(1986 р.),срібну медаль «Виставки Досягнень Народного Господарства СРСР»(1989 р.).

## Також
- Перелік населених пунктів, що постраждали від Голодомору 1932-1933, Луганська область